# Pflichtfahrbereich
Der Pflichtfahrbereich (auch Pflichtfahrgebiet) bezeichnet den Geltungsbereich der von der zuständigen konzessionserteilenden Kreis- bzw. Landesbehörde erlassenen Ausführungsregelung für die Personenbeförderung mit Taxis. 
Er ist ausdrücklich in § 51 Abs. 1 Nr. 6 PBefG und in § 37 Abs. 3 Satz 6 BOKraft benannt. Er definiert den örtlichen Bereich, in dem der Konzessionshalter Personenbeförderung zu den festgesetzten Entgelten und mit Hilfe eines Taxameters (Tarifpflicht) auf Verlangen ausführen muss (Betriebspflicht).
Zum Beispiel hat die „Taxenordnung der Freien und Hansestadt Hamburg“ Gültigkeit innerhalb der Stadt- und gleichzeitigen Landesgrenzen.